# スハノフの家記念館
スハノフの家記念館(露:Мемориальный Дом-музей семьи Сухановых)は、19世紀末～20世紀にかけてロシア帝国の文官アレクサンドル・バシリエヴィチ・スハノフ(露:Александр Васильевич Суханов)と、その家族がウラジオストク滞在中に住んでいた建物を記念館としたもの。1977年にウラジオストクの住民の提案で記念館となった。アルセーニエフ沿海地方州立博物館の分館の一つとなっている。

## 概要
19世紀の末期に建てられた建物で、ウラジオストクに保存されている数少ない19世紀の木造邸宅の1つである。リビングや寝室には当時使用されていた家具や調度品、寝室にはベットがあり、執務室にはロシア帝国最後の皇帝ニコライ二世の肖像画やタイプライターなどが置かれ当時の生活がしのばれる。スハノフとその子供たちの生活を再現することで、19世紀から20世紀にかけてロシア帝国主義時代からソ連共産主義時代への歴史の変わり目におけるスハノフ家族の困難な運命を感じ取ることができる。 なお事前に予約をすれば館内で民族衣装を借りて記念撮影することができる。

## 家族
1896年から1921年まで、沿海地方政府の上級顧問であったアレクサンドル・バシリエヴィチ・スハノフと彼の妻アンナと7人の子供がこの家に住んでいた。子供のうちの1人であるコンスタンティン・アレクセエヴィッチ・スハノフはロシア革命後に極東ロシア地域におけるボルシェビキのリーダー格となり、ウラジオストク労働者評議会議長を務めた。